# René Felber
René Felber (ur. 14 marca 1933 w Biel/Bienne, zm. 18 października 2020) – szwajcarski polityk.
Został wybrany do Szwajcarskiej Rady Związkowej 9 grudnia 1987 z kantonu Neuchâtel, z ramienia Socjaldemokratycznej Partii Szwajcarii. Zrezygnował z członkostwa w Radzie 31 marca 1993.
W czasie sprawowania urzędu kierował departamentem spraw zagranicznych. W 1992 był również przewodniczącym Szwajcarskiej Rady Związkowej (prezydentem Szwajcarii).